# Nemzeti Bajnokság II 1910–1911
Nemzeti Bajnokság II 1910–1911 sau liga a doua maghiară sezonul 1910-1911, a fost al 11-lea sezon desfășurat în această competitie.

## Istoric și format
Nu a mai fost o surpriză faptul că, față de cele 21 de echipe din anul precedent - inclusiv înscrierile ulterioare - 32 de echipe și-au anunțat intenția de a participa la campionatele rurale. Acum întâlnim pentru prima dată numele AS Balassagyarmati, CA Kecskemét, AS Mișcolț, CS Arad, CA Timișoara, CA Pécs și AG Debrețin. Cel mai mare număr de echipe a început în raionul de nord, 7 la număr. Numărul crescut s-a datorat în mare măsură faptului că, datorită muncii persistente a comitetului rural, în vara anului 1910, ministrul comerțului a acordat cluburilor de fotbal o reducere de jumătate de preț pe calea ferată.

## Districtul de Sud
Pentru prima dată apar echipe din Timișoara, iar AC Timișoara a terminat direct pe locul 2. Numărul echipelor arădene nu s-a schimbat, pentru că în campionat a luat parte noul Sport Club Arad în locul AS Poștașii Arad, care s-a retras anul trecut.
| Poz | Echipă             | Pld | W | D | L | GF | GA | GD  | Pct |
| --- | ------------------ | --- | - | - | - | -- | -- | --- | --- |
| 1   | CA Arad            | 8   | 6 | 1 | 1 | 49 | 5  | +44 | 13  |
| 2   | CA Timișoara       | 8   | 4 | 2 | 2 | 17 | 14 | +3  | 10  |
| 3   | CA Bacska Subotica | 8   | 4 | 0 | 4 | 17 | 16 | +1  | 8   |
| 4   | CA Seghedin        | 8   | 3 | 1 | 4 | 17 | 21 | -4  | 7   |
| 5   | CS Arad            | 8   | 3 | 1 | 4 | 17 | 21 | -4  | 7   |

## Districtul de Est
Au dispărut CFR Simeria și AS Targu Mures, dar a reapărut Club Atletic Cluj. Astfel seria de meciuri s-a restrâns la Campionatul Cluj. Clubul de Gimnastică Cluj (CFR Cluj), a rupt monopolul de trei ani al Academiei de Comerț Cluj-Napoca și a câștigat primul său campionat.
| Poz | Echipă                            | Pld | W | D | L | GF | GA | GD | Pct |
| --- | --------------------------------- | --- | - | - | - | -- | -- | -- | --- |
| 1   | Clubul Gimnastic Cluj - KTC1      | 4   | 3 | 0 | 1 | 11 | 6  | +5 | 6   |
| 2   | Academia Comercială Cluj - KASK2) | 4   | 3 | 0 | 1 | 7  | 6  | +1 | 6   |
| 3   | Club Atletic Cluj                 | 4   | 0 | 0 | 4 | 1  | 7  | -6 | 0   |

1) Fostul CS Feroviar Cluj - actualmente CFR Cluj.
2) Campioana s-a decis la golaveraj.

## Cea mai bună echipă rurală.
În lupta pentru titlul de „cea mai bună echipă rurală”, campioana Districtului de Sud, CA Arad a pierdut deja în turul de calificare împotriva finalistului de mai târziu Club Atletic Pécs.
În competiția pentru titlul de „cea mai bună echipă rurală”, campioana Districtului de Est, Clubul de Gimnastică Cluj-Napoca soarta a adus-o împreună cu câștigătorul de mai târziu Kassai Athletic Club/CA Kosice, așa că devreme a fost nevoită să-și ia rămas bun de la competiție.
Dintre cele șase campioane raionale, cele două echipe din finala de anul trecut, ETO și Kassai AC, au fost puternice în primul tur. În finala desfășurată la Budapesta, Kassai AC și-a recăpătat titlul de „Cea mai bună echipă rurală”.

### Calificări
Departamentul de gimnastică din Ezterêt (Győr) - Kecskemét Athletic Club
Pécs Athletic Club - CA Arad
Kassai Athletic Club - Clubul de Gimnastică Cluj-Napoca

### Semifinala
Pécs Athletic Club - ETO Győr
Kassai Athletic Club(Club Atletic Kosice) calificat în finală.

### Finala.
Club Atletic Kosice – Pécs Athletic Club 2:0 (1:0)

## Vezi și
- Liga a 2-a maghiară